# Caister-on-Sea
Pour l’article homonyme, voir West Caister.
Caister-on-Sea est une paroisse civile et un village du Norfolk, en Angleterre.